# Moczel
Moczel – struga w północnej części województwa lubuskiego płynąca fragmentami Drawskiego Parku Narodowego i uchodząca do Drawy. Długość strugi (liczona wraz z jeziorem i dawnymi stawami) wynosi 3 km.
Moczel płynie w rynnie terenowej o równoleżnikowym przebiegu (tzw. Rynna Moczelska). Struga prowadzi wody wypływające z jezior: Czarne Jezioro, Jezioro Jare, Ostrowiec (poza Drawieńskim PN) i Świnka, następnie uchodzi do Drawy na jej prawym brzegu na wysokości osady leśnej Moczele.
Nazwa Moczel pochodzi od słowiańskich słów moczar i  moczyć.
Przed powstaniem Drawieńego Parku Narodowego istniały na Moczeli stawy rybne o układzie paciorkowym. Struga jest wymieniana w średniowiecznych dokumentach. Od XIV do XVI wieku po Moczeli biegła północna granica lasu należącego do miasta Choszczna. 
Nazwę Moczel wprowadzono urzędowo w 1949 roku, zastępując poprzednią niemiecką nazwę strugi – Marzel Fluss.